# Tizi N'Test (commune)
Pour l’article homonyme, voir Tizi N'Test (col).
Tizi N'Test est une petite ville et commune rurale de la province de Taroudant de la région Souss-Massa au Maroc. Au moment du recensement de 2024, la commune comptait une population totale de 3588 personnes vivant dans 956 ménages.
La commune est d'ailleurs située dans le col du même nom.

## Histoire
La ville a subi de lourds dégâts lors du tremblement de terre de 2023.